# Ocnogyna atlanticum
Ocnogyna atlanticum là một loài bướm đêm thuộc phân họ Arctiinae, họ Erebidae.